# الثقافتان
تمثل الثقافتان، (بالإنجليزية: The Two Cultures)، الجزء الأول من محاضرة ريدي المؤثرة لعام 1959 للكاتب البريطاني والروائي س. ب. سنو. كانت أطروحتها أن «الحياة الفكرية للمجتمع الغربي بأسره» انقسمت إلى ثقافتين - العلوم، والإنسانيات - والتي كانت عقبة رئيسية، أمام حل مشاكل العالم.
كانت الثقافتان، والثورة العلمية (1959) نسخة منشورة من المحاضرات في شكل كتاب.

## المحاضرة
تم إلقاء الخطاب في 7 مايو 1959 في مجلس الشيوخ في كامبريدج، وتم نشره لاحقًا تحت عنوان «الثقافتان والثورة العلمية».
توسعت المحاضرة، والكتاب على مقال نشره سنو في صحيفة نيو ستيتسمان في 6 أكتوبر 1956، بعنوان «الثقافتان». نُشرت محاضرة سنو على شكل كتاب، وتمت مناقشتها على نطاق واسع على جانبي المحيط الأطلسي، مما دفعه لكتابة متابعته لعام 1963، الثقافتان: ونظرة ثانية: نسخة موسعة من الثقافتين والثورة العلمية.
يمكن تلخيص موقف سنو من خلال جزء متكرر من المقال:
```
في كثير من الأحيان، أكون حاضرا في تجمعات معينة، وفقا لمعايير الثقافة التقليدية، الذين تلقوا تعليما عاليا، وعبروا عن دهشتهم لأمية العلماء. مرة واحدة أو مرتين، استفدت وسألت الشركة عن عدد الذين يمكنهم، وصف القانون الثاني للديناميكا الحرارية. كان الرد باردا: كان سلبيا أيضا. ومع ذلك، كنت أسأل شيئًا ما هو المعادل العلمي لـ: هل قرأت عملًا لشكسبير؟ أعتقد الآن أنه إذا قمت بطرح سؤال أبسط - على سبيل المثال، ماذا تقصد بالكتلة أو التسارع، وهو المعادل العلمي للقول، هل يمكنك أن تقرأ؟ - لم يشعر أكثر من واحد من كل عشرة أشخاص مثقفين أنني أتحدث نفس اللغة. وهكذا، فإن الصرح الكبير للفيزياء الحديثة آخذ في الازدياد، وغالبية الناس الأذكياء في العالم الغربي لديهم الكثير من البصيرة التي تمتع بها أسلافهم من العصر الحجري الحديث.
```

في عام 2008، أدرجت التايمز الأدبية الملحق بين الثقافتين، والثورة العلمية في قائمتها من بين 100 كتاب، أثرت على الخطاب العام الغربي، منذ الحرب العالمية الثانية.
أدانت محاضرة سنو في ريدي النظام التعليمي البريطاني لأنه، منذ الحقبة الفيكتورية، كافأ العلوم الإنسانية (وخاصة اللاتينية، واليونانية) على حساب التعليم العلمي، والهندسي، على الرغم من أن هذه الإنجازات كانت حاسمة للغاية في الفوز بالحرب العالمية الثانية. الحلفاء. هذا عملياً حرم النخب البريطانية (في السياسة، والإدارة، والصناعة) من الإعداد المناسب لإدارة العالم العلمي الحديث.  على النقيض من ذلك، قال سنو، سعت المدارس الألمانية والأميركية إلى إعداد مواطنيها على قدم المساواة في العلوم، والإنسانيات، ومكّن التعليم العلمي الأفضل حكام هذه البلدان من المنافسة بفعالية أكبر في عصر علمي. يميل النقاش اللاحق حول الثقافتين، إلى حجب تركيز سنو الأولي على الاختلافات بين النظم البريطانية (لكل من التعليم، والطبقة الاجتماعية)، وتلك الخاصة بالدول المتنافسة.

## أسلاف
المعرفة العلمية، والإنسانية المتناقضة هي تكرار لـ Methodenstreit في عام 1890 من الجامعات الألمانية.
يُعتقد أن المشاجرة التي نشبت عام 1911 بين بينيديتو كروس، وجيوفاني جنتيلي، من ناحية، وفيدريكو إنريكيز، من ناحية أخرى، كانت لها آثار دائمة على الفصل بين الثقافتين في إيطاليا، وعلى غلبة الآراء المثالية على المنطقية. في العلوم الاجتماعية، يُقترح أيضًا بشكل شائع باعتباره شجار الوضعية مقابل التفسيرية.